# Deeper Well
Deeper Well è il sesto album in studio della cantautrice statunitense Kacey Musgraves, pubblicato il 15 marzo 2024. 
L'album ha ricevuto recensioni favorevoli da parte della critica musicale e ha ottenuto tre nomination ai 67° Grammy Awards, tra cui quella per il miglior album country. Il quarto singolo ufficiale The Architect ha vinto il Grammy Award alla miglior canzone country.

## Descrizione
Deeper Well è stato co-prodotto e co-scritto dalla stessa Musgraves, con Daniel Tashian e Ian Fitchuk, ad eccezione dei brani Sway, che include il cantautore Tommy English, e The Architect, realizzato con Shane McAnally e Josh Osborne. Musgraves ha registrato l'album presso gli Electric Lady Studios di New York City, poiché era «alla ricerca di un'energia ambientale diversa», per riflettere sui cambiamenti e le priorità avvenuti nella sua vita dopo i 27 anni, stimolati dal "cosmo come il ritorno di Saturno".

## Accoglienza
Il progetto è stato accolto con recensioni generalmente favorevoli dalla critica musicale. Su Metacritic, che assegna un punteggio normalizzato su 100 alle recensioni della critica tradizionale, l'album ha ricevuto un punteggio medio di 80 sulla base di 9 recensioni.
Tony Clayton-Lea dell'Irish Times ha definito Deeper Well «un altro gioiello della corona», descrivendolo come «politicamente consapevole» e «rivelatore» sulla personalità e intimità dell'artista. Thomas Bedenbaugh di Slant Magazine ha elogiato il concetto dell'album e ha ritenuto che i testi siano per lo più all'altezza degli standard della Musgraves, anche se alcuni «cadono piatti». Mary Siroky di Consequence ha definito i testi dell'album «poetici» e ha visto l'album come una «conversazione con un'amica» e un accostandolo musicalmente e per le tematiche al quarto album in studio della Musgraves, Golden Hour, elogiandone il «l'atmosfera sognante».
Laura Snapes, scrittrice di Pitchfork, ha descritto l'album come «simpaticamente magnetico e incentrato sulla stabilizzazione dell'axi della Musgraves», ma le canzoni «non sono particolarmente soddisfacenti quando si sa di cosa è capace», paragonando il progetto come «l'ultima aggiunta a un canone di dischi pop rifiutati da giovani donne bruciate dai riflettori». Sophie Williams di NME ha sottolineato «l'assertività» della Musgraves nelle «composizioni scarne che attraversano questo disco riflessivo, imperfetto e con i piedi per terra», descritto nel complesso come «l'eccitazione di un nuovo inizio».

## Tracce
Testi e musiche di Kacey Musgraves, Daniel Tashian, and Ian Fitchuk, eccetto dove indicato.
1. Cardinal – 3:11
2. Deeper Well – 3:52
3. Too Good to Be True – 2:40
4. Moving Out – 3:09
5. Giver / Taker – 3:10
6. Sway – 3:11 (K. Musgraves, D. Tashian, I. Fitchuk, Tommy English)
7. Dinner with Friends – 2:57
8. Heart of the Woods – 2:16
9. Jade Green – 2:58
10. The Architect – 2:57 (K. Musgraves, Shane McAnally, Josh Osborne)
11. Lonely Millionaire – 3:06
12. Heaven Is – 2:44
13. Anime Eyes – 3:18
14. Nothing to Be Scared Of – 2:33

## Successo commerciale
Negli Stati Uniti Deeper Well ha esordito al secondo posto della classifica Billboard 200 con 97.000 unità equivalenti, dietro a Eternal Sunshine di Ariana Grande. È diventato il quinto album di Musgraves ad esordire tra le prime dieci posizioni della classifica e la sua più grande settimana di vendite di sempre sia per le unità album equivalenti che per le vendite tradizionali dell'album. L'album ha esordito anche alla numero uno della Top Country Albums e Americana/Folk Albums, diventando rispettivamente il quinto e il terzo progetto della Musgraves a occupare tale posizione.
Nel Regno Unito l'album ha esordito alla numero tre della UK Albums Chart, diventando l'album di Musgraves con il piazzamento più alto in classifica, nonché il suo terzo progetto consecutivo ad apparire tra le prime dieci posizioni dopo Golden Hour (2018) e Star-Crossed (2021).

## Classifiche
| Classifica (2024) | Posizione massima |
| ----------------- | ----------------- |
| Australia         | 26                |
| Belgio (Fiandre)  | 29                |
| Belgio (Vallonia) | 125               |
| Canada            | 7                 |
| Nuova Zelanda     | 9                 |
| Paesi Bassi       | 9                 |
| Regno Unito       | 3                 |
| Stati Uniti       | 2                 |
| Svizzera          | 60                |

## Riconoscimenti
- Grammy Awards[22]
  - 2025 – Candidatura al miglior album country

- Country Music Association Awards[23]
  - 2024 – Candidatura all'album dell'anno